# René Ala
René Ala (Tuïr, 30 de gener del 1934) és un polític nord-català que va ser ambaixador francès a diversos països abans de ser batlle d'Arles i president de la comunitat de municipis de l'Alt Vallespir. Mostrà les seves qualitats diplomàtiques al Líban el 1990, quan en difícils circumstàncies socorregué i asilà a l'ambaixada el deposat primer ministre Michel Aoun.

## Biografia
Va estudiar al Liceu Aragó de Perpinyà; posteriorment ho feu al "Lycée Henri IV" i a la Facultat de Dret de París, i a la també parisenca École nationale de la France d'outre-mer (ENFOM), que era una institució que formava els administradors colonials (promoció del 1956).
L'agost del 1968 i encara a l'abril del 1971 era primer secretari de l'ambaixada francesa a Ciutat de Mèxic. Dos anys més tard, el 1973, era primer conseller a l'ambaixada de Madagascar. Del 31 de desembre del 1981 fins al 15 de febrer del 1984 va ser el representant francès a Nicaragua. De tornada a París, es va fer càrrec de la direcció de Polítiques de Desenvolupament al Ministeri de la Cooperació i el Desenvolupament.

### Ambaixador al Líban
Va ser designat ambaixador francès al Líban del 1989 al 1991, i es mostrà favorable a la política de l'aleshores (1988-1990) primer ministre libanès, el general Michel Aoun, a qui concedí asil polític a l'ambaixada francesa quan el govern libanès del president Elias Hrawi el volia detenir. En els incidents que precipitaren la caiguda d'Aoun, tant l'ambaixada com la residència de l'ambaixador van ser bombardejades per les tropes sirianes.

### Destinacions posteriors
Posteriorment va ser ambaixador de França davant la Santa Seu del 1991 al 1993. Entre el 1993 i el 1995 va ser ambaixador al Senegal i, en aquesta capacitat, signà un tractat bilateral amb l'excolònia francesa. El 1996 i fins al 1998 va ser l'ambaixador gal a Portugal; el seu pas se saldà amb la signatura d'un acord bilateral de cooperació en matèria d'educativa. Al desembre del 1998 es va retirar amb data d'1 de març de l'any següent.
Presidí l'alcaldia d'Arles entre el 2001 i el 2008, i fou un dels 500 càrrecs electes  que auspiciaren la candidatura de Ségolène Royal a l'elecció presidencial del 2007. El 2005-2009  presidia "ps-EAU" ("programme Solidarité-Eau"), un organisme francès que promovia el desenvolupament africà, especialment en temes de sanejament. També forma  part del consell d'administració de l'"Union des Blessés de la Face et de la Tête (UBFT) Les Gueules Cassées". Des del 2008  i encara el 2012  presideix la Comunitat de Municipis de l'Alt Vallespir.
El 1958 es va casar amb Janie Paillas, amb qui va tenir dues filles. Membre de l'orde de la Legió d'Honor francesa, rebé els graus d'oficial (3 de març del 1992) i de comandant (1 de gener del 1998). En retirar-se, el govern li atorgà la categoria d'"Ambaixador de França" honorífic, una distinció que s'acorda rarament i sempre a diplomàtics de mèrit.